# Seese (Lübbenau/Spreewald)

Messtischblatt 2398 - Calau, 1912, Ausschnitt Seese

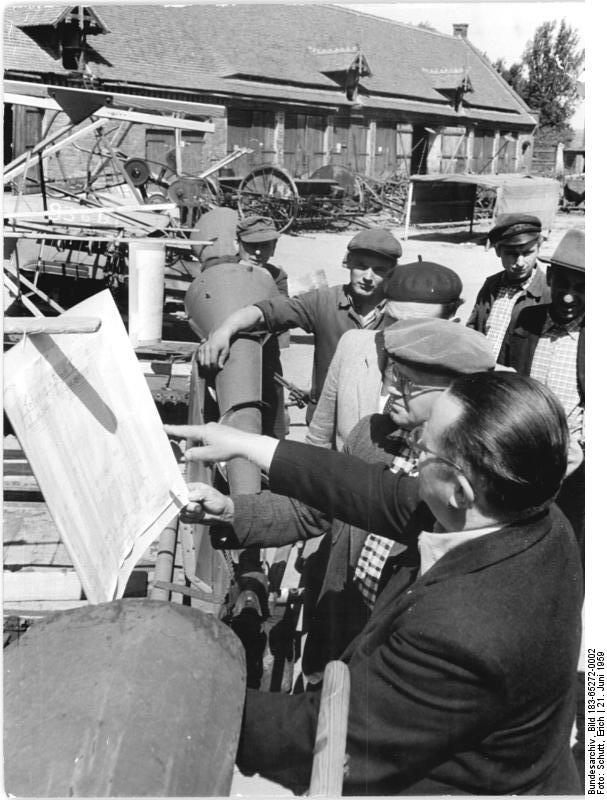
21. Juni 1959 Tag der Erntebereitschaft in der MTS Seese

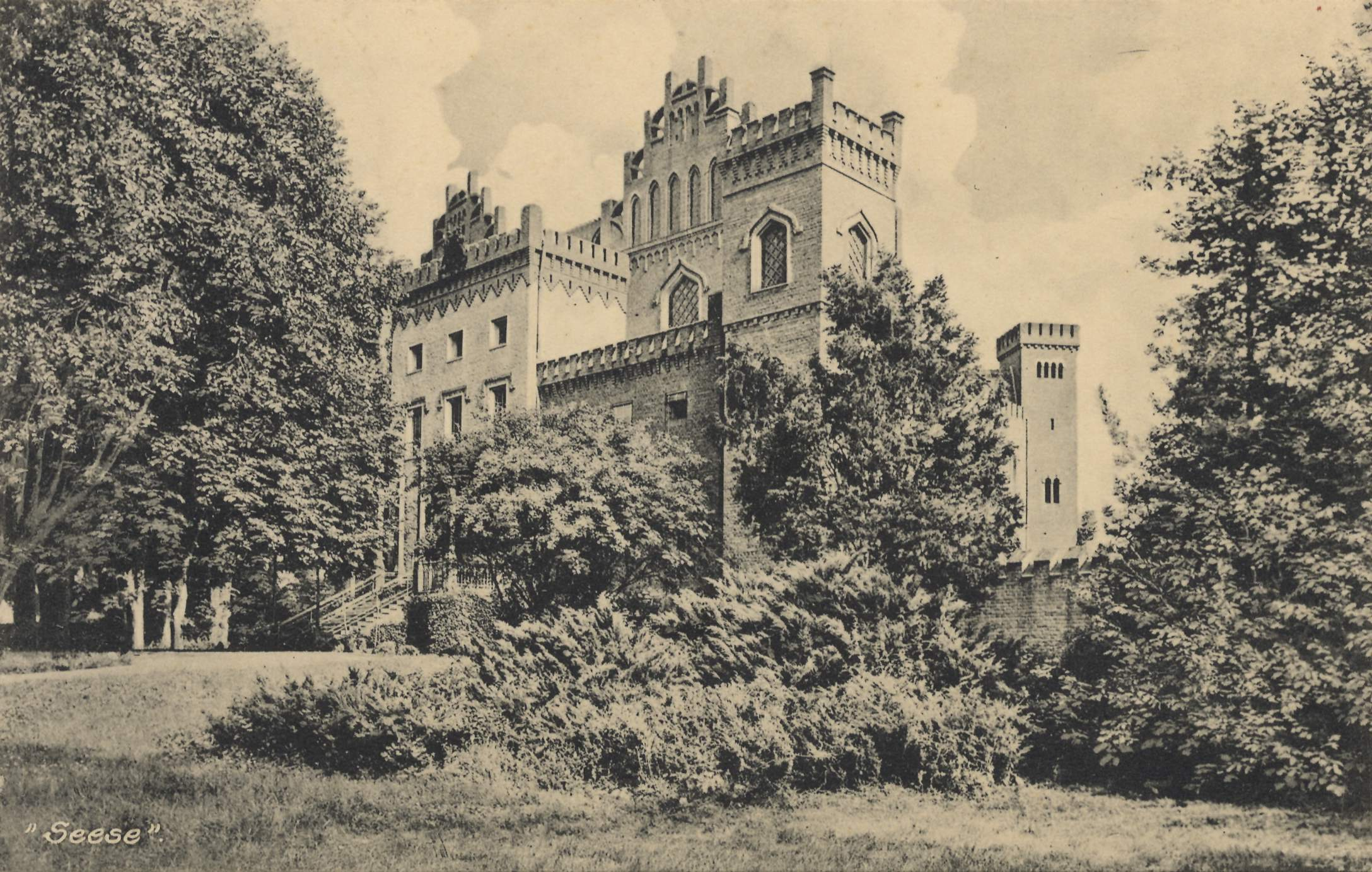
Schloss Seese auf einer alten Postkarte

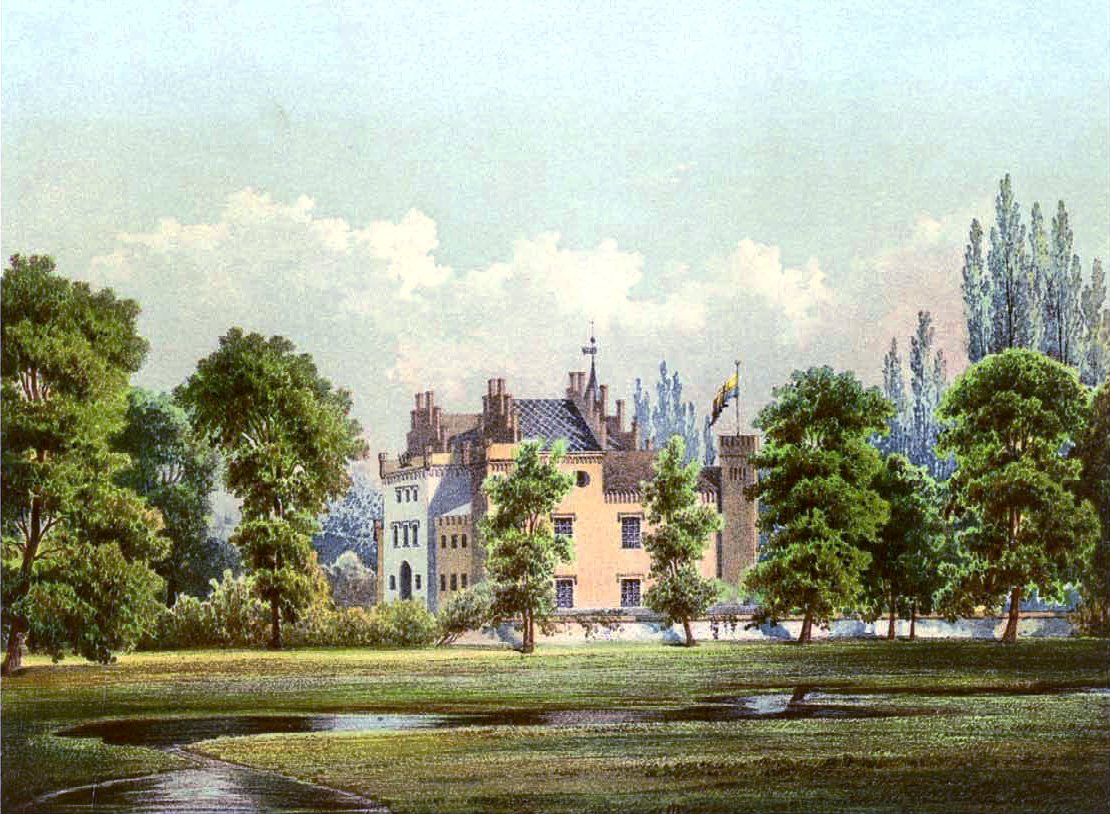
Schloss Seese um 1860, Sammlung Alexander Duncker

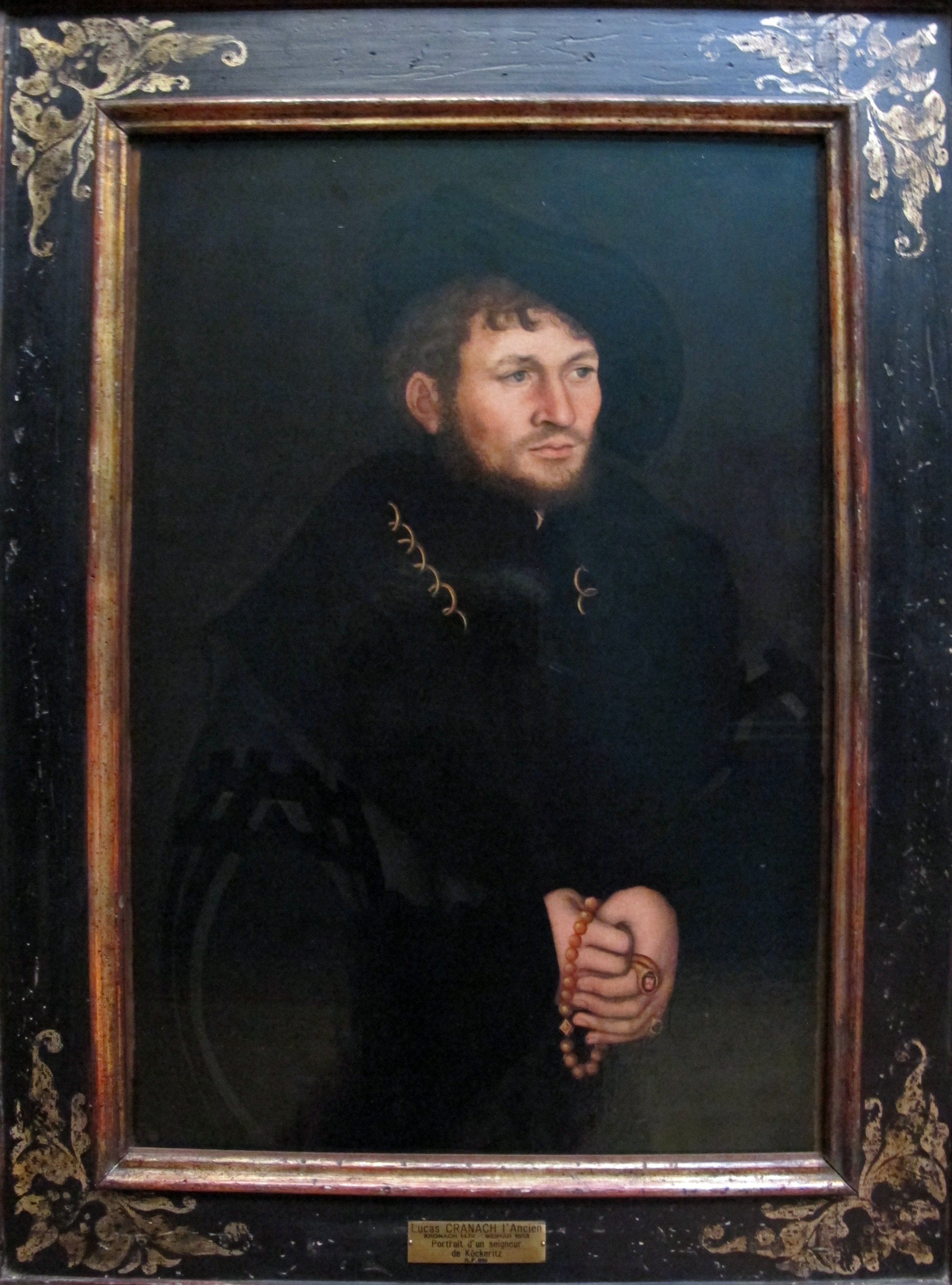
Lucas Cranach der Ältere, Caspar von Köckritz, 1540–1567, Louvre

Seese, niedersorbisch Bzež, war ein Ort im Süden Brandenburgs. Der aus dem Sorbischen stammende Ortsname bedeutet so viel wie Holunder oder Holunderort. Der Ort wurde 1969 vollständig abgebrochen. 385 Personen wurden umgesiedelt.

## Lage
Seese lag in der Niederlausitz zwischen Lübbenau im Norden und Calau im Süden im Zentrum des späteren Braunkohlentagebaus Tagebau Seese-West.  

## Geschichte
Die erste urkundliche Erwähnung datiert aus dem Jahr 1363 mit dem Namen Sezs. Bis in die Mitte des 19. Jahrhunderts hatte es die Form eines Runddorfes mit einer Kirche und einem Rittergut. Nach der Separation entwickelte sich der Ort und die Form eines Runddorfes war kaum noch erkennbar. 
Von 1408 bis 1537 war Seese im Besitz der Familie von Köckritz, die eine ausgedehnte Herrschaft in der Region hatte. Der letzte Besitzer aus dieser Familie, Caspar von Köckritz, wird den Vorkämpfern der Reformation in der Lausitz zugerechnet. Martin Luther soll ihn 1527 besucht und in der Kirche gepredigt haben. 1768 kauften die Grafen zu Lynar das Rittergut.
In der Mitte des 18. Jahrhunderts gab es neben der bäuerlichen Bevölkerung und dem Gut eine Schäferei, einen Erbkrug, eine Windmühle, einen Fischteich, einen Weinberg und eine Kiefernheide. Der Ort gehörte um diese Zeit zu jenen, die in der Niederlausitz die feinste Wolle erzeugten. Sie kam der Qualität der Wolle aus England und Spanien nahe.
Der Gutsbesitz umfasst in der Mitte des 19. Jahrhunderts rd. 2.360 Morgen, einschließlich Wald. Bei Auflösung der Gutsbezirke im Jahr 1928 ging der zu dieser Zeit rd. 1.160 ha große Gutsbezirk Seese an die Gemeinde, ebenso die Flächen der Gutsbezirke Schönfeld und Vorberg sowie die Orte Mlode und Rochusthal. Die Gemeindefläche vergrößerte sich somit auf 1.955 ha. 
Im Jahr 1945 begann in der Provinz Brandenburg die Aufteilung der Feudalsitze im Zuge der Bodenreform mit dem Rittergut Seese. Es entstanden 18 Neubauernhöfe und 5 Kleinsiedlerstellen. Darüber hinaus erhielten 17 bereits Kleinbauern zusätzliches Land. 1949 wurde eine Maschinen-Ausleih-Station (MAS) eingerichtet. 1954 wurde die LPG Aufbau gegründet. 1960 entstand die LPG Eichengrund.

## Gebäude
Im Dorf stand ein Schloss, dessen älterer südwestlicher Teil (spätgotischer Giebel) im 15. Jahrhundert erbaut wurde. Der jüngere nordöstliche Teil war im Renaissancestil wahrscheinlich im 17. Jahrhundert errichtet. Alte Fotos zeigen ein drei- und vierstöckiges beeindruckendes Gebäude mit Türmen, Zinnen und Dachreitern. Die verschiedenen Ansichten waren deutlich erkennbar unterschiedlichen Baustilen zuzuordnen. 1945 beherbergte das Schloss zahlreiche Umsiedlerfamilien. Von 1952 bis 1957 befand sich in dem Gebäude eine Fachschule für Landwirtschaft.
Ein Nachfahre des ansässigen Adelsgeschlechts,  Wilhelm Graf zu Lynar, hatte Personen, die an der Verschwörung gegen Hitler am 20. Juli 1944 beteiligt waren, geheime Treffen im Schloss Seese ermöglicht. Der Graf wurde im Juli 1944 verhaftet und im September 1944 hingerichtet.
Die Kirche war ursprünglich ein rechteckiger Bau ohne Turm aus dem 15. Jahrhundert. Im 16. Jahrhundert erhielt er einen kleinen Anbau mit Eingang und 1713 wurde ein hölzerner Turm angebaut. Graf zu Lynar regte einen Umbau an. In dessen Ergebnis erhielt die Kirche einen steinernen Turm im neugotischen Stil. In diesem Zusammenhang wurden ein vollständig neues Gestühl und erstmals eine Orgelempore eingebaut. Im August 1866 war die Wiedereinweihung. Etwa 100 Jahre später wurde sie wegen des Braunkohlentagebaus Seese-West gemeinsam mit dem Ort Seese abgerissen.
Bis zum Abriss hatten sich für die Region typische Fachwerkhäuser erhalten. Dazu zählten z. B. das Gemeindeamt (strebenlos, zweirieglig, Krüppelwalmdach) und das Doppelstubenhaus (Ortsteil Alte Stuben).